# Никитино (Бобровичское сельское поселение)
Ники́тино   — деревня  в  Смоленской области России,  в Ельнинском районе. Население – 17 жителей (2007 год). Расположена в юго-восточной части области  в 16  км к северо-востоку от города Ельня, в 14 км восточнее автодороги Р137 Сафоново — Рославль, на берегу реки Белица. Входит в состав Бобровичского сельского поселения.